# Kalahandi (Distrikt)
Der Distrikt Kalahandi (Oriya କଳାହାଣ୍ଡି ଜିଲ୍ଲା Kaḷāhāṇḍi Jillā) befindet sich im Westen des indischen Bundesstaats Odisha.
Verwaltungssitz ist die Stadt Bhawanipatna.

## Lage
Der Distrikt erstreckt sich über eine Fläche von 7920 km² in den Ostghats. Der Fluss Tel strömt durch den nordwestlichen Teil des Distrikts sowie entlang der Grenze zum Distrikt Balangir.

## Einwohner
Beim Zensus 2011 betrug die Einwohnerzahl 1.576.869. Das Geschlechterverhältnis lag bei 1003 Frauen auf 1000 Männer.
Die Alphabetisierungsrate belief sich auf 59,22 % (71,90 % bei Männern, 46,68 % bei Frauen).
98,64 % der Bevölkerung waren Anhänger des Hinduismus.

## Verwaltungsgliederung
Der Distrikt besteht aus 2 Sub-Divisionen: Bhawanipatna und Dharmagarh.
Zur Dezentralisierung der Verwaltung ist der Distrikt in 13 Blöcke unterteilt:
- Bhawanipatna
- Dharmagarh
- Golamunda
- Jaipatna
- Junagarh
- Kalampur
- Karlamunda
- Kesinga
- Koksara
- Lanjigarh
- Madanpur Rampur
- Narla
- Thuamul Rampur

Des Weiteren gibt es 9 Tahasils:
Im Distrikt befinden sich folgende ULBs: die Municipality Bhawanipatna sowie die drei Notified Area Councils (NAC) Dharmagarh, Junagarh und Kesinga.
Außerdem sind 272 Gram Panchayats im Distrikt vorhanden.